# Asesinato de Georgann Hawkins
Georgann Hawkins (Tacoma, 20 de agosto de 1955 - Seattle, 11 de junio de 1974) fue una joven universitaria estadounidense presumiblemente secuestrada y asesinada por el asesino en serie Ted Bundy, quien confesó ser el autor poco antes de su ejecución en 1989. El nombre de Hawkins se uniría así a otras siete víctimas asesinadas a lo largo de 1974 en la Costa Oeste (California, Oregón, Washington y Canadá). Escasos restos parciales de su cuerpo fueron recuperados en Issaquah (estado de Washington) junto con los cuerpos de otras dos víctimas. La declaración de Bundy con respecto a la identidad de los restos esqueléticos parciales de que eran los de Georgann Hawkins nunca llegó a ser confirmada. Aunque se presume que Hawkins está muerta, todavía figura oficialmente como persona desaparecida y ningún registro público indica que haya sido declarada legalmente muerta en ausencia.

## Primeros años
Natural del estado de Washington, donde nació en agosto de 1955, era la pequeña de las dos hijas del matrimonio formado por Warren B. y Edith Hawkins. Ambas hermanas se criaron en un hogar episcopal de clase media alta en Sumner (Washington). Cuando era niña, se informó que Hawkins era enérgica, vivaz y extrovertida. Su madre la describía como una chica dicharachera y parlanchina. Adorada por sus compañeros de escuela, recordaban que era una alumna ejemplar y una figura popular, con muchos amigos, incluso mayores que ella. "Era una niña muy segura de sí misma [...] no era vanidosa, no era arrogante y no era presumida. Por eso les gustaba a los niños".
En una etapa de su infancia, Hawkins tuvo un breve ataque de la enfermedad de Osgood-Schlatter que le dejó algunas pequeñas protuberancias visibles justo debajo de las rótulas. A pesar de esto, fue una atleta estrella y nadó durante toda la escuela primaria, ganando diversos torneos. Pasó a ser animadora de adolescente y fue miembro del equipo de animadoras de la Lakes High School durante cuatro años consecutivos. Además de ser una atleta estrella, Hawkins fue una estudiante con honores y mantuvo un récord de A (sobresaliente) durante sus años escolares. Se graduó en la escuela secundaria Lakes en Lakewood (Washington) en 1973.
Durante sus últimos años de 1972 y 1973, fue nombrada princesa en la corte real del Festival anual del Narciso de Washington. Como princesa, Hawkins viajó por el estado de Washington con las otras princesas apareciendo regularmente en periódicos, asistiendo a conciertos, montando en desfiles y firmando autógrafos en eventos de caridad. Lo más destacado para Hawkins fue en la primavera de 1973 cuando pronunció un discurso ante los legisladores de las dos cámaras del estado de Washington.

## Etapa universitaria
La hermana mayor de Hawkins, Patti, asistió a la Universidad Central Washington. Cuando Georgann anunció sus intenciones de inscribirse en la universidad, su madre no quería que se mudara tan lejos como lo había hecho su hermana mayor. A petición de su madre, Georgann se matriculó en la Universidad de Washington en la ciudad de Seattle, que estaba a solo 50 kilómetros de su ciudad natal. Los padres de Hawkins pagaron su matrícula, libros, alojamiento y comida; trabajó todo el verano para pagar otros gastos y ocasionalmente regresaba a la casa de su familia los fines de semana. Georgann vio a sus padres por última vez el fin de semana del Día de la Madre de 1974.
Durante su primer año, Hawkins se unió a la hermandad femenina del campus Kappa Alpha Theta. Después de sus experiencias como Princesa Narciso y de haber observado la cobertura de los medios de comunicación de las audiencias relacionadas con el escándalo de Watergate, tenía la intención de convertirse en periodista de televisión o posiblemente en presentadora de noticias. Estaba estudiando la posibilidad de especializarse en periodismo televisivo en el momento de su desaparición.
Como había sido el caso mientras asistía a la escuela secundaria, Hawkins mantuvo un récord de A (sobresalientes) mientras estudiaba en la universidad. También disfrutaba asistiendo a fiestas en el campus, bailes formales y eventos de su hermandad, aunque rara vez caminaba sola por el campus por la noche. Había comenzado una relación con Marvin Gellatly, que era miembro de la fraternidad Beta Theta Pi.
Para la primavera de 1974, Hawkins había encontrado un trabajo de verano en su ciudad natal de Tacoma, que iba a comenzar el lunes 17 de junio. El dinero que Hawkins ganase de este empleo estaba destinado a pagar parte de su segundo año de estudios en la Universidad de Washington. Se sabe que habló de este empleo con sus padres poco antes de su desaparición, y tenía la intención de regresar a casa el 13 de junio.

## Hechos durante la noche del 10 al 11 de junio de 1974

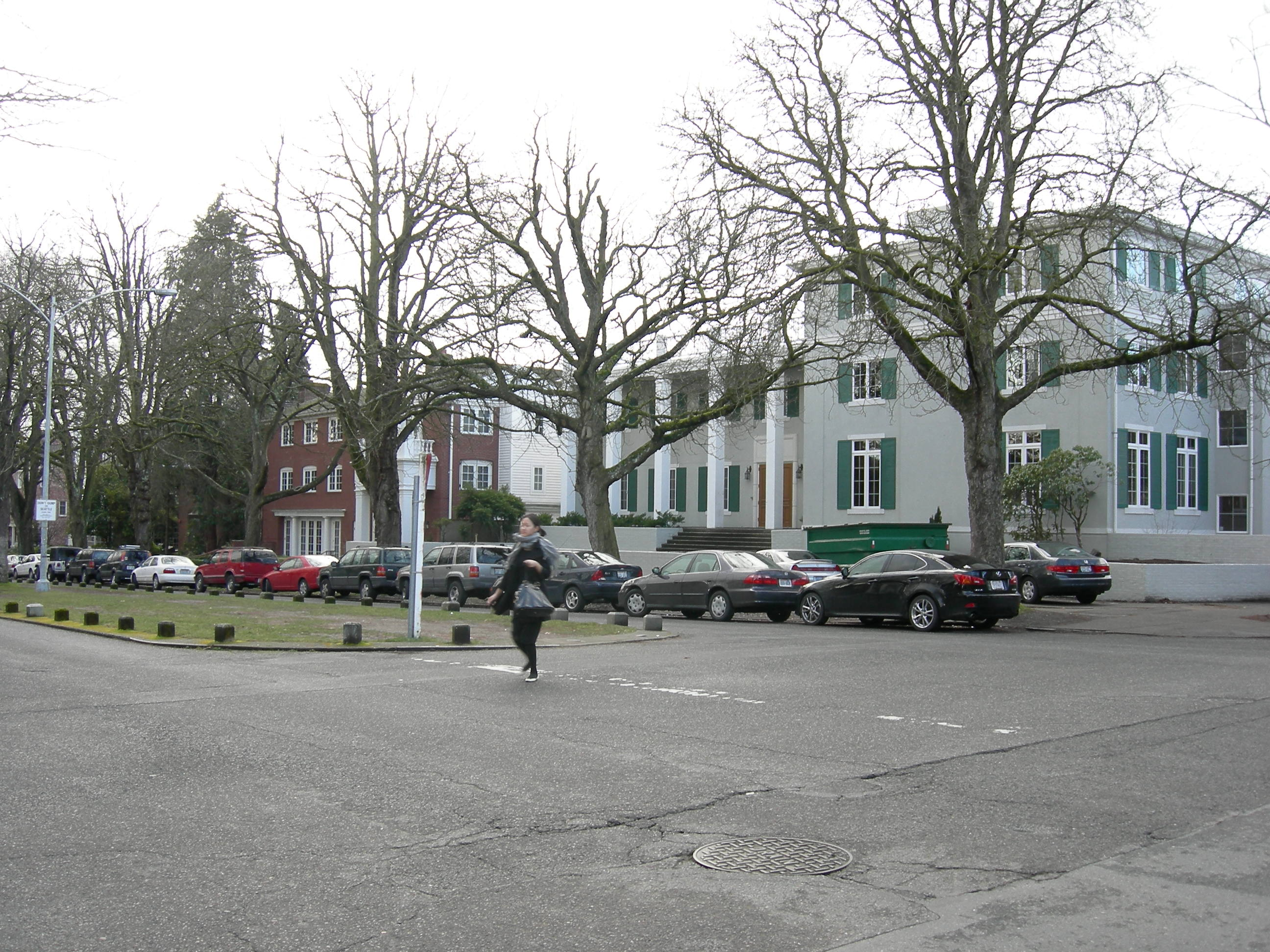
Fachada de la hermandad Beta Theta Pi de la Universidad de Washington, donde residía el novio de Hawkins y último lugar donde se la vio.

El 10 de junio de 1974, Hawkins asistió con una compañera de la hermandad a una fiesta en el campus. Hawkins no quiso quedarse mucho tiempo en la misma, pues tenía intención de regresar pronto a su habitación para tratar de estudiar, en vista de los exámenes que tenía en fechas próximas, algo que le había comentado con preocupación a su madre. Antes de irse de la fiesta, le comentó que se pasaría por la casa de los Beta Theta Pi para darle las buenas noches a su novio y recoger algunos apuntes que había dejado.
Hawkins era una persona muy cautelosa. La zona que rodeaba el área de las casas de ambas hermandades (la suya y la de su novio) estaba relativamente cerca y conocía el trayecto entre ambas. Las calles que debía cruzar estaban iluminadas constantemente y generalmente había gente alrededor que conocía. En la noche del 10 de junio, la mayoría de los estudiantes todavía estaban despiertos para sus exámenes finales bastante pasada la medianoche.
Hawkins llegó a Beta Theta Pi pasada la medianoche del 11 de junio (en torno a las 0:30 horas); se sabe que permaneció en compañía de su novio durante aproximadamente media hora. Tras recuperar los apuntes y despedirse de él, Hawkins salió de la fraternidad para dirigirse hasta su hermandad, Kappa Alpha Theta. Uno de los Betas, Duane Covey, oyó que la puerta trasera se cerraba de golpe y asomó la cabeza por la ventana, reconociendo a Hawkins y gritando "¡Eh, George! ¿Qué está pasando?". Los dos hablaron durante aproximadamente dos minutos, y Hawkins mencionó su próximo examen. Luego continuó caminando hacia su residencia, gritando en broma, "¡Adiós!".
Hawkins fue vista por última vez vistiendo pantalones acampanados de algodón azul marino, cuya cintura se había reducido ligeramente con un imperdible. También vestía una camiseta blanca sin espalda, con una blusa roja, blanca y azul transparente encima y sandalias blancas de cuña con punta abierta. Hawkins también llevaba dos anillos: uno era un anillo rectangular de ónix negro en su dedo medio izquierdo (con un pequeño diamante en el centro engastado en oro amarillo), y el otro era un anillo de perlas cultivadas en un engaste de Tiffany en su dedo anular derecho con una fina banda de oro.
Aquella noche Hawkins llevaba un bolso tipo cartera de cuero marrón con manchas rojizas. El contenido del bolso incluía su gran billetera de color púrpura, su carné universitario, un talonario, una pequeña cantidad de dinero en efectivo, un mini cepillo de pelo con cerdas negras, una botella de perfume Heaven Sent y un pequeño frasco de vaselina. Varias semanas antes de su desaparición, Georgann se había recortado unos centímetros de su cabello castaño hasta la cintura (un corte de rutina para tratar las puntas abiertas) y su compañera de cuarto informó que el cabello de Hawkins le llegaba hasta aproximadamente la mitad de la espalda cuando desapareció. También había pasado mucho tiempo tumbada al sol en las semanas previas al 10 de junio, y su tez típicamente clara había adquirido un tono bastante moreno.

## Eventos previos a su desaparición
En los meses previos a la desaparición de Hawkins, en el estado de Washington habían desaparecido varias chicas jóvenes de rasgos similares:
- 1 de febrero: Lynda Ann Healy (21), desaparecida de su propia habitación en Seattle (Washington).
- 12 de marzo: Donna Gail Manson (19), desaparecida del campus de Evergreen State College en Olympia (Washington) mientras se dirigía a un concierto de jazz.
- 17 de abril: Susan Elaine Rancourt (18), desaparecida del campus de Central Washington State College en Ellensburg (Washington) después de salir de una reunión.
- 6 de mayo: Roberta Kathleen Parks (20), desaparecida de la Universidad Estatal de Oregón en Corvallis (Oregón) tras dejar su dormitorio para ir a encontrarse con amigos en una cafetería.
- 31 de mayo: Brenda Carol Ball (22), desaparecida después de dejar el bar Flame Tavern en Burien (Washington).

Las desapariciones desconcertaron a la policía y comenzaron a surgir muchas preguntas sobre las conexiones entre los casos. Había muchas similitudes en esos casos de mujeres desaparecidas que los detectives notaron. Todas ellas compartían las mismas características físicas básicas de ser jóvenes, atractivas, esbeltas, de ascendencia caucásica, con el pelo largo con raya en el medio. También se consideraba que todas tenían una inteligencia superior a la media con algún tipo de talento y procedían de entornos estables. Al momento de sus desapariciones, se informó que todas llevaban pantalones y desaparecieron de noche dentro de una semana de un examen parcial o final en un instituto o universidad local. Curiosamente, también se estaban realizando trabajos de construcción en cada campus de donde desaparecieron.
El caso de Lynda Ann Healy fue el único con evidencia física, ya que se la llevaron de su dormitorio y por la mañana se descubrió el colchón y camisón manchados de sangre. La cronología del último paradero de Donna Gail Manson fue difícil de construir debido al hecho de que no se informó de su desaparición hasta seis días después. Esto se debía a que Manson a menudo hacía autostop a lugares cercanos y podía pasar varios días fuera sin avisar a sus conocidos, algo que pensaron en principio sus compañeros que había sucedido. Manson también estaba deprimida en el momento de su desaparición, y las fuerzas del orden no podían descartar la mínima posibilidad de que hubiera desaparecido por su cuenta para suicidarse.
Susan Rancourt también era físicamente diferente de Lynda Ann Healy y Donna Manson, ya que tenía el cabello rubio por los hombros. En contraste con Healy, que tenía el pelo castaño hasta la cintura, y Manson, que tenía el pelo castaño oscuro hasta la mitad de la espalda.
El capitán Herb Swindler estaba convencido de que la desaparición de Roberta Parks estaba relacionada con las demás, pero el resto de funcionarios, policías y detectives dudaban de sus afirmaciones, sintiendo que Corvallis estaba demasiado distante para ser una víctima del perpetrador que merodeaba por los campus de las universidades de Washington. Y aunque Parks tenía el cabello largo hasta la cadera con raya en el medio, su color de cabello era rubio ceniza, mientras que todas las demás chicas (excepto Susan Rancourt) eran morenas o de cabello oscuro. La policía tampoco pudo descartar la posibilidad de que, como Donna Manson, Parks desapareciera por su propia cuenta para suicidarse. Era una teoría plausible ya que tenía un historial de cambios de humor; había roto recientemente con su novio, sentía nostalgia por su ciudad natal en Lafayette (California), y dos días antes de su desaparición tuvo un altercado verbal con su padre, quien luego sufrió un ataque cardíaco casi fatal ese mismo día. El río Willamette, que estaba cerca de la ciudad de Corvallis, fue analizado brevemente como un lugar de interés donde podría haber sido encontrado el cuerpo de Parks, en el caso de que ella hubiera elegido terminar con su vida arrojándose por el puente del río. Dicho escenario fue posteriormente descartado.
Brenda Ball tampoco fue reportada como desaparecida hasta después de la desaparición de Hawkins. Al igual que Donna Manson, Ball tenía espíritu aventurero y pudo haberse ido por su cuenta, por acción de un capricho o con vistas a perderse de la sociedad y buscar la soledad de la naturaleza. Sin cuerpos encontrados, muy pocas pistas para seguir y los límites de la tecnología forense de la época, las desapariciones se volvieron complejas de reconstruir.

## Investigación
Como Hawkins había perdido previamente la llave de la casa, Dee Nichols, su compañera de cuarto, había estado esperando el familiar sonido de pequeñas piedras golpeando la ventana, indicándole que corriera escaleras abajo para dejarla entrar. Al hacerse evidente de que Hawkins no llegaba, avisó a la encargada de la casa.
A las 7:45 horas del 11 de junio, la policía se había personado en el campus. En vista de los episodios previos de desapariciones, el caso de Hawkins fue enfocado con intensidad al responder al perfil físico de las chicas desaparecidas. Al igual que éstas, Hawkins era una joven caucásica, de hermosos rasgos, inteligente, con el pelo largo y de color castaño, con raya en el medio. Se inició una batida y búsqueda exhaustiva del trayecto que Hawkins tuvo que tomar entre la fraternidad de su novio y su dormitorio, buscando, sin éxito, rastros evidentes de su desaparición o pruebas sobre su paradero.
El padre de una de las compañeras de hermandad de Hawkins era periodista. Esto llevó la historia de su desaparición a las portadas de los periódicos y a la cima de las transmisiones de televisión con mayor rapidez y frecuencia, en contraste con los casos anteriores de jóvenes desaparecidas.
Hawkins vivía en la habitación número 8 de la casa de la hermandad femenina Kappa Alpha Theta. En el rastreo de su habitación se notificó que todas sus pertenencias continuaban allí, excepto la ropa que llevaba puesta, el bolso y los artículos que contenía. Cuando la policía entrevistó a la compañera de cuarto de Hawkins, ella les dijo: "Georgeann nunca iba a ningún lugar sin dejarme el número de teléfono de donde estaría. Sé que tenía la intención de volver aquí anoche. Tenía un examen más y luego se iba a casa a pasar el verano el trece [de junio]". La policía no creía que Hawkins se hubiera ido por su propia cuenta teniendo un examen final tan próximo y con apenas unos pocos objetos y sin ropa más allá de la que llevara puesta en ese momento.
Hawkins tenía miopía, lo que le obligaba normalmente a llevar gafas o lentes de contacto para corregir su visión, aunque no tenía nada de ello en su poder en el momento de su desaparición. Su compañera de cuarto expresó a la policía la razón por la que Hawkins no tenía sus gafas o lentes con ella aquella noche, aclarando que las usaba "todo el día para estudiar y después de usarlas tanto tiempo, las cosas las veía borrosas, así que ella las dejaba entonces".
Debido a la miopía de Hawkins, la policía de Seattle teorizó que si el autor de su secuestro hubiera estado al acecho subrepticiamente en las sombras del callejón y hubiera escuchado el nombre de Hawkins después de escuchar a su amigo en la ventana referirse a ella por su apodo "George", podría haberlo aprovechado. Pudo haberla llamado fácilmente usando ese apodo como modo de atraerla en su dirección por la familiaridad del apodo. Al no ver bien, habría tenido problemas para identificarle claramente, lo que sería una ventaja para su secuestrador, que tendría la oportunidad de dominarla y silenciarla. Sin embargo, ningún testigo informó haber visto u oído ningún signo de lucha en el momento de su desaparición.
La policía también teorizó que Hawkins pudo haber sido golpeada en la cabeza con un objeto contundente, haber sido dormida con cloroformo o posiblemente secuestrada tan virulentamente que no pudo gritar para pedir auxilio. Dado que medía poco más de 1,58 metros, y tenía problemas de visión en la oscuridad de la noche sin la ayuda de sus lentes de contacto o gafas, no habría sido tan difícil para alguien dominarla en su estado vulnerable.
A pesar de una respuesta temprana, una intensa publicidad y una búsqueda exhaustiva, el caso se enfrió rápidamente sin pistas. Se consideró probable que Hawkins hubiera corrido la misma suerte que las otras chicas sospechosas de haber sido secuestradas y asesinadas por la misma persona o, al menos, por el mismo grupo de personas.

## Hechos posteriores

### Desapariciones del lago Sammamish

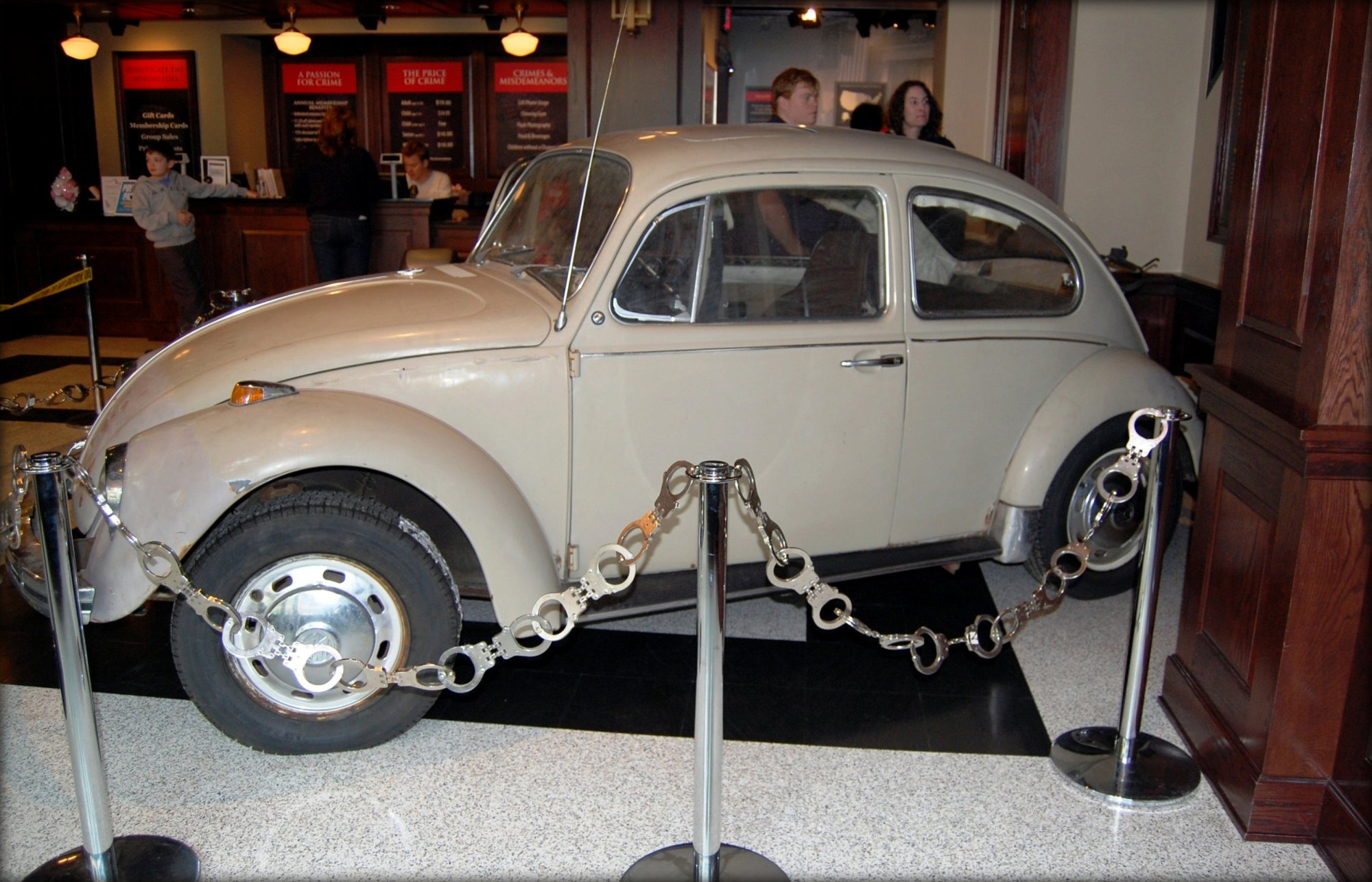
El Volkswagen que solía utilizar Bundy para secuestrar a sus víctimas.

El 14 de julio de 1974, dos jóvenes desaparecieron con solo cuatro horas de diferencia entre sí a plena luz del día en el concurrido Parque Estatal Lake Sammamish, en el condado de King (estado de Washington). La primera fue Janice Ann Ott, una trabajadora penal de 23 años que trabajaba en el Centro de Servicios Juveniles del condado. Mientras se encontraba descansando en las orillas del lago, se le acercó un hombre apuesto que vestía una camisa blanca, pantalones cortos de tenis y zapatillas de tenis. El hombre tenía el brazo en cabestrillo, y en torno a las 12:30 horas le pidió ayuda a Ott para poder poner su velero, que estaba ubicado en la casa que sus padres tenían en Issaquah, cerca del lago, en su automóvil. Janice le explicó que tenía su bicicleta con ella y que no quería dejarla en la playa por temor a que se la perdiera o la robaran. El hombre le aseguró que había espacio para la bici en el maletero de su coche. Ott luego le dijo al hombre "Está bien, te ayudaré". Ott fue vista por última vez alejándose con el hombre, vestida con pantalones vaqueros recortados cortos, una camisa blanca atada al frente, y un bikini negro debajo. Mientras se alejaban, un testigo escuchó a Ott decirle al hombre: "Hola, soy Jan", a lo que él respondió: "Soy Ted".
Cuatro horas después Denise Naslund, una estudiante de programación de computadoras de 19 años y asistente de oficina, desapareció del parque. Se encontraba en la zona haciendo un pícnic, acompañada por su novio, su perro y otra pareja amiga. Alrededor de las 16:30 horas, dejó al grupo con su perro para ir al baño y fue vista por última vez vistiendo pantalones cortos y una blusa azul sin mangas; iba descalza, sus sandalias habían quedado atrás, junto al agua y sus amigos. Más tarde, su perro encontró el rastro de su dueña hasta los baños con los amigos de Naslund mientras la buscaban. No hubo noticias de testigos que observaran a Naslund conversando con alguien en el lago ni saliendo de la zona con un hombre con el brazo en cabestrillo. Sin embargo, Naslund era bien conocida por su naturaleza bondadosa y personalidad amistosa, y probablemente habría aceptado ayudar a cualquier persona que lo necesitara (especialmente si estaba herida o discapacitada) sin pensarlo dos veces.
Tras las desapariciones de Ott y Naslund, varias mujeres jóvenes, de entre 15 y 26 años, aseguraron a los agentes que el hombre llamado Ted se les acercó con el brazo en cabestrillo aquel día. Una de las testigos declaró que fue tan lejos como para acompañarlo a su automóvil, reportando que era un Volkswagen Escarabajo "marrón metalizado". Ella dijo que terminó no yendo con él porque no había un velero en su auto, a lo que él le dijo: "Oh, me olvidé de decírtelo. Está en la casa de mis padres, solo un salto cuesta arriba". Ella le dijo al hombre que no podía irse porque estaba esperando que su esposo llegara al parque.

### Descubrimiento de restos óseos
El 6 de septiembre de 1974, dos cazadores tropezaron con restos humanos esqueléticos cerca de una vía de servicio en Issaquah, a 27 kilómetros al este de Seattle y a poca distancia del lago Sammamish. La policía del condado de King acordonó el área. Después de una búsqueda de tres días, se encontraron dos cráneos junto con varios otros huesos y mechones de cabello rubio rojizo (Ott), castaño oscuro (Hawkins) y negro (Naslund). Los restos estaban muy esparcidos debido a la acción de animales carroñeros. La ausencia de ropa y joyas en el lugar llevó a los investigadores a creer que los cuerpos fueron abandonados y desechados en el lugar desnudos.
Más tarde se identificó que los cráneos eran los de Janice Ott y Denise Naslund, a través de muestras dentales y de su cabello tomadas de cepillos para el cabello. También se descubrió un tercer conjunto de restos en forma de fémur y varias vértebras. Tales restos se creyeron que podrían ser los restos de Hawkins, pero fueron imposibles de identificar.
Seis meses después, el 1 de marzo de 1975, estudiantes de silvicultura del Green River Community College haciendo prácticas descubrieron el cráneo de Brenda Ball en Taylor Mountain, a 48 kilómetros del aparcamiento de la Flame Tavern donde desapareció. Dos días después, el 3 de marzo, Bob Keppel tropezó con el cráneo de Susan Rancourt, que había desaparecido de la Universidad Estatal de Washington Central en Ellensburg, a 172 kilómetros de distancia. Al igual que Ball, el cráneo de Rancourt había sido fracturado por un objeto contundente. El cráneo de Roberta Parks fue el siguiente en ser encontrado, a 421 kilómetros del campus de la Universidad Estatal de Oregón. Como los demás, su cráneo también tenía signos de una fractura por un objeto contundente. Los últimos restos que se encontraron en Taylor Mountain fueron los de Lynda Ann Healy. A diferencia de los otros, solo su mandíbula fue descubierta y luego identificada a través de registros dentales. No se encontraron restos de Donna Manson o Georgann Hawkins en la escena.
Tras estos descubrimientos, la policía encontró más denominadores comunes en los asesinatos y desapariciones. Cada una de las mujeres había estado lidiando con problemas de diversa índole en las horas previas a su desaparición.
- Lynda Ann Healy se encontraba indispuesta, con dolor de estómago.
- Donna Manson estaba abrumada por la depresión y se había retrasado en su trabajo académico debido a su frecuentar fiestas nocturnas.
- Susan Rancourt, que padecía de nictofobia y era persona de hábitos, caminaba sola por la noche en el campus, en contra de su juicio normal y su patrón típico de comportamiento.
- Roberta Parks estaba deprimida debido a la ruptura con su novio y la nostalgia. También se creía que estaba llena de culpa porque su padre sufrió un ataque cardíaco después de una bronca que mantuvieron.
- Brenda Ball había bebido demasiado en el bar y estaba buscando una manera de regresar a su residencia.
- Georgann Hawkins estaba estresada por las dificultades en la clase de español que tenía y sufría ansiedad por el examen final, a pocos días.
- Janice Ott extrañaba a su esposo, que había estado ausente durante varios meses en California por asuntos comerciales.
- Denise Naslund tuvo una discusión con su novio muy poco antes de su desaparición.

### Relación con Ted Bundy

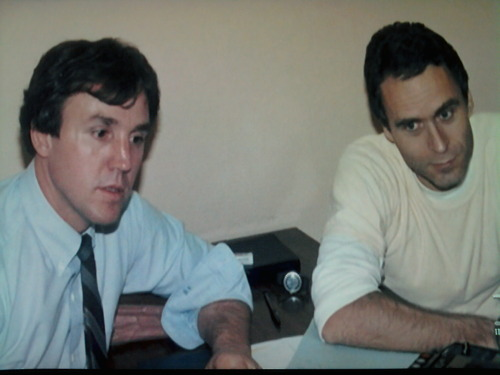
Ted Bundy y el agente del FBI Bill Hagmaier, quien se entrevistó con el asesino en serie en diversas ocasiones, el 23 de enero de 1989, un día antes de que Bundy fuera ejecutado en la silla eléctrica.

En un esfuerzo por evitar la silla eléctrica, Ted Bundy confesó los detalles del secuestro y asesinato de Hawkins al detective Robert Keppel. Bundy dijo que se acercó a Hawkins en el callejón con muletas simulando cojear y dejando caer su maletín como una artimaña. Le pidió ayuda a Hawkins para llevar su maletín hasta su automóvil, que estaba ubicado en un estacionamiento justo al lado del callejón. Pensando que el extraño estaba realmente necesitado, Hawkins accedió a ayudarlo. Cuando ella se inclinó para poner el maletín de Bundy en su coche, él agarró una palanca de metal que había escondido previamente, noqueó a Hawkins con un solo golpe en la cabeza, la empujó dentro y se marchó de la escena a gran velocidad. Bundy afirmó que mientras conducía, Hawkins recuperó la conciencia y comenzó a hablar de manera incoherente sobre su examen de español, soltando frases inconexas. Bundy volvería a dejarla inconsciente golpeándola nuevamente con la palanca.
Tras alejarse de la zona y llegar a un lugar apartado, supuestamente ubicado cerca del lago Sammamish, Bundy sacó a Hawkins inconsciente de su automóvil, la violó y finalmente la mató estrangulándola con un viejo trozo de cuerda. Luego afirma que le cortó la cabeza cuando regresó al sitio tres días después y la enterró en el bosque en una ladera rocosa cercana. También se alegó que Bundy dijo que uno de sus fémures había sido descubierto pero no identificado, cerca de un puente de ferrocarril en las afueras de Issaquah, aproximadamente al mismo tiempo que se encontraban los restos de Janice Ott y Denise Naslund. Dicha afirmación nunca pudo confirmarse.
En su confesión, Bundy también afirmó que se aventuró de regreso al estacionamiento en su bicicleta esa misma mañana, ya que la policía estaba acordonando la zona para recuperar pruebas. Bundy recuperó los aretes que le cayeron de las orejas a Hawkins después de que él la golpeara, así como uno de sus zapatos que se le había caído del pie durante su secuestro. Caminando por el área, Bundy observó subrepticiamente a los agentes de la ley a poca distancia y notó que aún no habían examinado el estacionamiento de donde secuestró a Hawkins.
Después de la confesión de Bundy, Keppel y un equipo de las fuerzas del orden de Washington fueron a la supuesta área de la escena del crimen 14 años después en 1989. A pesar de los intensos esfuerzos de búsqueda que duraron varios días, no se encontraron restos de Hawkins, por lo que continúa figurando, de manera oficial, como persona desaparecida.
La familia Hawkins se mantuvo deliberadamente fuera del foco de atención mediática, rechazando la mayoría de las solicitudes de entrevistas. Mucho tiempo después, la madre de Hawkins consintió en conceder una entrevista exclusiva con Green Valley News en el año 2014: "Estaba muy, muy enojada y muy amargada, y esa fue una de las razones por las que no quería hablar. No solo eso, pero enojada, amargada y culpable. Piensas, qué hice yo para que le mereciera pasar esto?".
Edie también recordó que para hacer frente a la prematura muerte de Georgann, ella y su esposo rara vez hablaron sobre su hija menor a lo largo de los años, afirmando que creían que "era más fácil pensar en otras cosas". Descartaron la mayoría de las tarjetas de condolencia que recibieron y no guardaron ningún santuario para su hija. De las notas en las que encontraron consuelo y que finalmente guardaron, fueron las que mencionaron específicamente cómo Hawkins había tocado sus vidas. La única forma de conmemoración de sus padres para su hija era un grueso álbum de recortes lleno de fotografías, premios escolares y las pocas tarjetas de condolencia que guardaban.
El padre de Hawkins, Warren B. Hawkins, murió en 2003. Su hermana, Patti Hawkins, se casó más tarde y tuvo varios hijos.